# Półdziobcowate
Półdziobcowate, różnoszczękowate (Hemiramphidae) – rodzina roślinożernych ryb belonokształtnych (Beloniformes). Ich nazwa bierze się z dysproporcji szczęk.

## Występowanie
Są pospolite i szeroko rozprzestrzenione w tropikalnych i ciepłych wodach Oceanu Indyjskiego, Spokojnego i Atlantyckiego. 4 gatunki z rodzaju Hyporhamphus występują w wodach słodkich.

## Cechy charakterystyczne
Ciało znacznie wydłużone, wąskie, kształtem przypomina szczupaka. Przeciętna długość ciała wynosi około 30 cm, maksymalnie 45 cm (Euleptorhampus viridis). Górna szczęka w kształcie trójkąta, dolna znacznie dłuższa od górnej, jest przekształcona w zaostrzony wyrostek. Płetwy piersiowe i brzuszne są krótkie, płetwy brzuszne, grzbietowa i odbytowa przesunięte w stronę ogona. Półdziobcowate żyją blisko powierzchni, uciekając przed drapieżnikami często wyskakują ponad wodę.

## Klasyfikacja
Rodzaje zaliczane do tej rodziny:

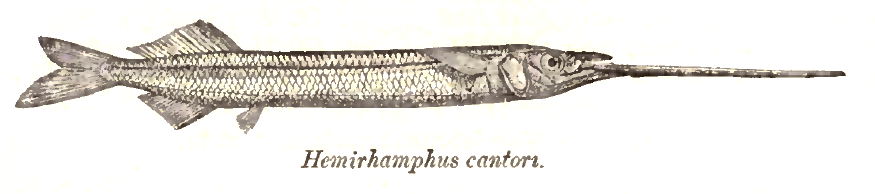
Rhynchorhamphus georgii

Arrhamphus — Chriodorus — Euleptorhamphus — Hemiramphus — Hyporhamphus — Melapedalion — Oxyporhamphus  — Rhynchorhamphus
Wcześniej do tej rodziny zaliczana była podrodzina Zenarchopterinae – od 2004 podniesiona do rangi rodziny Zenarchopteridae.